# Eslam Issa
Eslam Issa ou Islam Hassan (nascido em 2 de julho de 1988) é um handebolista egípcio que integrou a seleção nacional nos Jogos Olímpicos de Verão de 2016 no Rio de Janeiro, onde a equipe ficou em nono lugar. Atua como armador central e joga pelo Al Ahly.